# 양영순
양영순(梁英淳, 1971년 12월 2일~)은 대한민국의 만화가이다. 국민대학교 시각디자인학과를 졸업하고, 일간스포츠에서 연재하던 《아색기가》로 인기를 얻었다. 천일야화를 재해석한 《1001》을 파란에서 연재했으며,《덴마》를 네이버 웹툰에서 연재했었으며 현재,《달마건》이라는 신규작으로 돌아왔으나 기존 독자(덴경대)들의 규탄을 받고 있다.

## 작품
- 《누들누드》
- 《철견무적》 (영점프에 연재했던 작품- 연재 중단)
- 《아색기가》 (일간스포츠에 연재했던 성인용코믹만화)
- 《1001》
- 《협객전》 (연재 중단)
- 《삼반이조》 (파란에 연재했던 작품- 연재 중단)
- 《란의 공식》
- 《그러태니까》
- 《똘하르방》
- 《라미레코드》 (야후코리아에 연재했던 작품- 연재 중단)
- 《모마이》
- 《플루타크영웅전》 (연재 중단)
- 《덴마》
- 《준의 알람》 (카카오페이지 1부 연재완료)

## 논란

### 무차별적 저작권 침해 소송 논란
2007년 양영순을 포함한 만화가 13명은 법무법인 솔로몬에 저작권법 위반에 관한 소송 일체를 위임하였다. 그러나 저작권법을 지키지 않은 일부 네티즌에게 경각심을 주려는 본래 의도와는 달리, 법무법인 솔로몬은 초·중·고생을 상대로 무차별적 소송을 진행해 물의를 빚었고, 이와 관련하여 양영순은 당시 연재 중이던 란의 공식에 사과하였다. 양영순은 “저작권 보호 의도에 동의해 협회에 위임장을 써 줬는데 이번 조치로 웹툰 만화작가로서 생사의 갈림길에 서게 됐다”고 토로했다.